# Le bostoniane
Le bostoniane (The Bostonians), pubblicato in Italia anche con i titoli Gente di Boston e I bostoniani, è un romanzo storico-drammatico scritto da Henry James e pubblicato inizialmente su The Century Magazine, rivista statunitense nel 1885, quindi in volume (in tre tomi) il 16 febbraio 1886 presso Macmillan and Co. di Londra.

## Trama
Ambientato a Boston nell'anno 1876, il romanzo narra di uno strano triangolo tra Basil Ransom, avvocato e politico newyorkese di stampo conservatore e due donne: Olive Chancellor, sua cugina (presso la quale lui si reca in visita) e Verena Tarrant, giovane femminista che lei protegge: i loro pensieri sulla donna e sull'amore, le loro scelte di vita, fra lotta per l'emancipazione delle donne e desiderio di Basil e Olive di essere entrambi un punto di riferimento affettivo per Verena. Di contorno a questa vicenda ci sono diversi ritratti ed eventi che raccontano la vita del tempo in città, con il mondo dei giornali e dei ricchi statunitensi della costa est che mandano i figli all'Università di Harvard. Affascinata da questo mondo, oltre che dall'uomo, Verena si lascia portare via dalla lotta, verso la quale Olive e ferventi suffragette avrebbero voluto impegnarla, salvo che probabilmente, come avverte l'autore a fine libro, se ne pentirà presto.

## Opere derivate
Nel 1984 il regista James Ivory ha tratto dal romanzo il film I bostoniani, con Vanessa Redgrave, Madeleine Potter e Christopher Reeve.

## Edizioni
- (EN) Henry James, Bostonians. 1, London, Macmillan and Co., 1921. URL consultato il 18 aprile 2015.
- (EN) Henry James, Bostonians. 2, London, Macmillan and Co., 1921. URL consultato il 18 aprile 2015.

### Edizioni italiane
- Gente di Boston, trad. di Ruggero Bianchi, Introduzione di Giorgio Melchiori, Roma, Opera Nuove, 1962.
- I bostoniani, trad. di Giuliana Cosco, Milano: Rizzoli 1965;
- Le bostoniane, in Romanzi, vol. II, trad. di Marcella Bonsanti, Introduzione di Agostino Lombardo, Collana I Grandi Classici Stranieri, Firenze, Sansoni, 1965 - Collana Le betulle, Sansoni, 1990; Collana Classici n.659, Milano, BUR-Rizzoli, 1988, ISBN 978-88-171-6659-1; con introduzione di Guido Fink, Roma, Newton Compton, 2005, ISBN 88-541-0503-1; Milano, BUR, 2007, ISBN 978-88-17-16659-1.
- Le bostoniane, trad. e cura di Luigi Lunari, Collana UEF. I Classici, Milano, Feltrinelli, 2021, ISBN 978-88-079-0344-1.